# 拉库库尔德
拉库库尔德（法語：La Coucourde，法語發音：[la kukuʁd]）是法国德龙省的一个市镇，位于该省西南部，蒙特利马尔市区以北，属于尼永斯区。

## 地理
拉库库尔德（44°39'2"N, 4°47'1"E）面积11.15 平方千米，位于法国奥弗涅-罗讷-阿尔卑斯大区德龙省，该省份为法国东南部内陆省份，北起顺时针与伊泽尔省、上阿尔卑斯省、上普罗旺斯阿尔卑斯省、沃克吕兹省和阿尔代什省接壤。
与拉库库尔德接壤的市镇（或旧市镇、城区）包括：克吕阿斯、梅斯、孔迪亚克、萨瓦斯、莱图雷特。

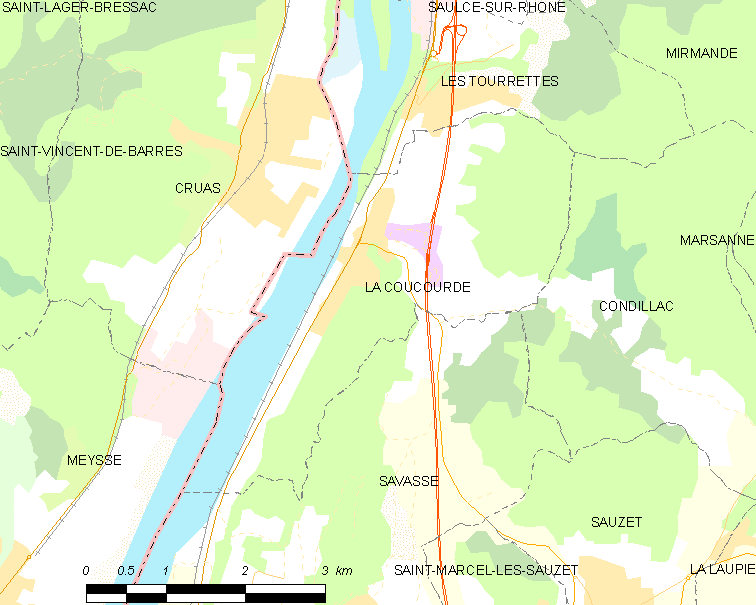
拉库库尔德的OSM定位图

拉库库尔德的时区为UTC+01:00、UTC+02:00（夏令时）。

## 行政
拉库库尔德的邮政编码为26740，INSEE市镇编码为26106。

## 政治
拉库库尔德所属的省级选区为蒙特利马尔第一县。

## 人口

1962-2008年间拉库库尔德人口变化图示

拉库库尔德于2022年1月1日时的人口数量为1214人。